# Петер Іммесберґер
Петер Іммесберґер (нім. Peter Immesberger, 18 квітня 1960) — німецький важкоатлет.
Бронзовий призер Олімпійських Ігор 1988 року в першій важкій вазі, учасник 1984 року.